# تشو لونغ
تشو لونغ (بالصينية: 周龍,) (بالإنجليزية: Zhou Long)‏ هو عازف بيانو وملحن صيني وأمريكي، ولد في 8 يوليو 1953 في بكين في الصين.

## وصلات خارجية
- تشو لونغ على موقع الموسوعة البريطانية (الإنجليزية)
- تشو لونغ على موقع ميوزك برينز (الإنجليزية)
- تشو لونغ على موقع ديسكوغز (الإنجليزية)